# 로후박쥐
로후박쥐(Philetor brachypterus)는 애기박쥐과에 속하는 박쥐의 일종이다. 로후박쥐속(Philetor)의 유일종이다. 브루나이와 인도네시아, 말레이시아, 네팔, 파푸아뉴기니 그리고 필리핀에서 발견된다.

## 특징
작은 박쥐로 몸통 길이가 50.5~65mm이고 전완장이 30~39mm, 꼬리 길이가 29.6~40mm이다. 발 길이는 8~11mm, 귀 길이는 10~14mm이고 날개 폭은 최대 26.3cm, 몸무게는 최대 15g이다. 털이 짧고 무성하다. 등 쪽 털은 불그스레한 갈색부터 짙은 갈색까지 다양하고, 배 쪽은 불그스레한 갈색부터 회색빛 갈색까지 띤다. 머리는 편평하다. 주둥이는 넓고 끝이 뭉툭하며 털이 약간 덮여 있다. 귀는 크고 둥글다.

## 생태
땅 1.5~4.5m 위의 나무 구멍 속에 최대 55마리까지 무리를 지어 은신한다. 포식 활동은 해가 진 이후에 시작한다. 숲이나 목초지에서 잡은 딱정벌레와 벌을 먹는다. 5월말과 6월 중순 사이에 새끼 한 마리를 밴 암컷이 포획된다. 한 번에 한 마리의 새끼를 낳는다.

## 분포 및 서식지
인도 시킴주와 네팔 중부와 동부, 말레이반도, 수마트라섬 서중부, 보르네오섬 북부, 술라웨시섬, 필리핀 루손섬과 카탄두아네스주, 레이테섬, 네그로스섬, 파나이섬, 사마르섬, 민다나오섬, 뉴기니섬, 뉴브리튼섬 동부, 뉴아일랜드섬 남부 등에 널리 분포한다. 해발 최대 2100m 이내의 열대 우림과 산지림, 이차림, 습지 숲에서 서식한다. 뉴기니섬 코코야자 농장에서 관찰되기도 한다.